# محمد بسام الزين
محمد بسام الزين (1963 -) هو مؤلف وداعية إسلامي سوري.

## حياته ونشأته
(مواليد 1963 ،دمشق) ،وهو من تلاميذ مفتي سوريا الراحل الشيخ أحمد كفتارو، له عدد من المؤلفات العلمية أهمها((الموسوعة القرآنية الميسرة)) بالاشتراك مع الدكتور وهبة الزحيلي ،ويعمل مستشاراً وعضواً في عدد من المراكز والهيئات الإسلامية العاملة في الإمارات.

## مسيرته العلمية
- خريج المعهد الشرعي للدعوة والإرشاد بدمشق عام 1979.
- تحصل على ليسانس في اللغة العربية والدراسات الإسلامية من فرع دمشق في كلية الدعوة الإسلامية التابعة لجمعية الدعوة الإسلامية العالمية عام 1987.
- الإجازة في الشريعة من جامعة دمشق عام 1987.
- ماجستير في العقيدة وعلوم القرآن من كلية الدعوة الإسلامية في ليبيا عام 1992.
- دكتوراه في الدراسات الإسلامية من جامعة الدراسات الإسلامية في كراتشي عام 2003.

## مقالات ذات صلة
- أحمد كفتارو
- محمد سعيد رمضان البوطي
- أحمد الكبيسي
- علي جمعة
- الحبيب عمر بن حفيظ
- علي الجفري
- عارف النايض
- محمد عبد الغفار الشريف
- محمد صلاح الدين المستاوي
- جمعية الدعوة الإسلامية العالمية

## وصلات خارجية
موقع الشيخ محمد بسام الزين